# Sudislav nad Orlicí
Sudislav nad Orlicí é uma comuna checa localizada na região de Pardubice, distrito de Ústí nad Orlicí.